# Muraltia brevicornu
Muraltia brevicornu là một loài thực vật có hoa trong họ Polygalaceae. Loài này được DC. mô tả khoa học đầu tiên.